# King Arthur (soundtrack)
King Arthur is de originele soundtrack van de gelijknamige film uit 2004. Het album werd gecomponeerd door Hans Zimmer en uitgebracht op 20 juli 2004 door Hollywood Records.
Moya Brennan zong speciaal voor de film het nummer "Tell Me Now (What You See)" en schreef het nummer samen met Zimmer. Op heel het album staat de Keltische muziek centraal. Het orkest werd gedirigeerd door Nick Glennie-Smith en het koor door Rupert Gregson-Williams. De opnames vonden plaats in de Abbey Road Studios en AIR Lyndhurst Studios. Additioneel muziek werd gecomponeerd door Nick Glennie-Smith, Rupert Gregson-Williams en Blake Neely. Overige credits: de filmproducent Jerry Bruckheimer (die al meerdere malen samenwerkte met Zimmer, waaronder de film Days of Thunder) was de Executive soundtrack producer.

## Musici
- Craig Eastman - Viool en Draailier
- Bruce White - Viool
- Jonathan Williams - Cello
- Paul Kegg - Cello
- Martin Tillman - Cello
- Mel Wesson - Drums

## Nummers
| Nr. | Titel                                         | Duur  |
| --- | --------------------------------------------- | ----- |
| 1   | Tell Me Now (What You See) (met Moya Brennan) | 4:34  |
| 2   | Woad To Ruin                                  | 11:32 |
| 3   | Do You Think I'm Saxon?                       | 8:42  |
| 4   | Hold The Ice                                  | 5:42  |
| 5   | Another Brick In Hadrian's Wall               | 7:12  |
| 6   | Budget Meeting                                | 9:43  |
| 7   | All of Them!                                  | 10:24 |

## Hitnoteringen

### VlaamseUltratop 100Albums
| Hitnotering: 14-08-2004 t/m 25-09-2004 | Hitnotering: 14-08-2004 t/m 25-09-2004 | Hitnotering: 14-08-2004 t/m 25-09-2004 | Hitnotering: 14-08-2004 t/m 25-09-2004 | Hitnotering: 14-08-2004 t/m 25-09-2004 | Hitnotering: 14-08-2004 t/m 25-09-2004 | Hitnotering: 14-08-2004 t/m 25-09-2004 | Hitnotering: 14-08-2004 t/m 25-09-2004 | Hitnotering: 14-08-2004 t/m 25-09-2004 |
| Week:                                  | 1                                      | 2                                      | 3                                      | 4                                      | 5                                      | 6                                      | 7                                      |                                        |
| -------------------------------------- | -------------------------------------- | -------------------------------------- | -------------------------------------- | -------------------------------------- | -------------------------------------- | -------------------------------------- | -------------------------------------- | -------------------------------------- |
| Positie:                               | 64                                     | 57                                     | 54                                     | 62                                     | 70                                     | 85                                     | 97                                     | uit                                    |